# Козлова, Антонина Семёновна
Антонина Семёновна Козлова (3 июля 1927 ― 7 сентября 2006) ― советский передовик текстильной промышленности и бытового обслуживания, участник трудового фронта в годы Великой Отечественной войны, заслуженный работник службы быта РСФСР, почётный гражданин города Магадана (1979).

## Биография
Родилась 3 июля 1927 года в селе Александровка Саратовской губернии. Детство провела в городе Сталинграде. Здесь на берегах Волги её и застала Великая Отечественная война. С раннего возраста помогала взрослым на оборонительных работах, сооружала и выкапывала окопы, в полевых госпиталях ухаживала за ранеными. Во время обороны Сталинграда была ранена, стала инвалидом.
В 1956 году по комсомольской путевке была направлена в город Магадан. Более двадцати пяти лет трудилась вышивальщицей Магаданского областного швейного объединения.
Участница движения сторонников мира, внесла в Советский Фонд мира более трех тысяч рублей.
За трудовые успехи отмечена государственными наградами — орденом Ленина и орденом Октябрьской Революции. Удостоена звания заслуженный работник службы быта РСФСР.
9 июля 1979 году решением депутатов Магаданского городского совета депутатов трудящихся была удостоена звания «Почётный гражданин города Магадана».
Проживала в городе Магадане. Умерла 28 августа 2014 года.

## Награды и звания
- Орден Ленина
- Орден Октябрьской Революции
- Медаль «В ознаменование 100-летия со дня рождения Владимира Ильича Ленина»
- Заслуженный работник службы быта РСФСР
- другими медалями
- Почётный гражданин города Магадана (09.07.1979)